# O Longo Século XX
O Longo Século XX (em inglês: The Long Twentieth Century) é um livro do economista político italiano Giovanni Arrighi, publicado pela primeira vez em 1994.
O objetivo do livro é analisar a crise da economia capitalista iniciada no início da década de 1970. No entanto, o autor não se restringe a um recorte temporal limitado. Para ele, só é possível compreender a essência e a dimensão da crise se levarmos em conta as tendências que o capitalismo tem demonstrado desde sua gênese. A partir dessa perspectiva, Arrighi coloca que desde o século XV, quando capital e Estado pela primeira vez se fundem, dando origem ao sistema capitalista propriamente dito, este teria passado por quatro ciclos sistêmicos de acumulação de capital, cada um deles organizado, estimulado e regulado pela hegemonia de um Estado diferente: sucessivamente, Génova, Países Baixos, Reino Unido e, finalmente, EUA.
Em cada um desses ciclos, ou "longos séculos" (temporalmente, cada um desses ciclos durou um pouco mais do que cem anos), há uma fase de expansão da produção e do comércio, seguida por um processo de financeirização, ou seja, de predominância do capital na forma de dinheiro, o que indica a diminuição das possibilidades de sua valorização e, portanto, acumulação. Nesse momentos, inicia-se uma situação de "caos sistêmico", marcada pela intensificação da luta entre Estados e por crises internas a estes. A partir disso, um Estado tende a acumular mais poder do que os outros e pode passar a se apresentar a estes como solução para o caos, tornando-se, portanto, hegemônico no sentido atribuído por Antonio Gramsci ao termo. Esse Estado acaba por criar novas regras que deverão gerir o regime de acumulação, que se expandirá espacialmente em relação ao ciclo anterior.
O argumento histórico de Arrighi para o problema da crise que se verificava no final do século XX está ligado à ideia de que os EUA passam desde a década de 1970 por um processo de financeirização, o que indica uma crise no regime de acumulação liderado por esse país.